# Gawain Jones
Gawain Christopher Bernard Jones (sinh 11 tháng 12 năm 1987) là một kỳ thủ cờ vua Anh. Anh vô địch Anh vào các năm 2012 và 2017.

## Sự nghiệp
Jones bắt đầu chơi cờ từ năm lên bốn, tham gia những giải đấu đầu tiên khi lên sáu. Đầu năm 1997 cậu bé Jones xuất hiện trên các mặt báo và lên trang bìa tờ The Guardian khi là kỳ thủ trẻ tuổi nhất thế giới từng đánh bại một kiện tướng quốc tế trong một ván đấu giải chính thức. Anh khoác áo Anh tham dự nhiều Giải vô địch cờ vua trẻ và thanh niên thế giới. Từ năm 2008 anh trở thành một trong những kỳ thủ hàng đầu của Anh.
Jones là một kỳ thủ tích cực tham dự các giải đấu. Anh đạt được danh hiệu đại kiện tướng nhờ thành tích tốt ở các giải vô địch châu Âu ở Liverpool năm 2006, Cúp câu lạc bộ châu Âu năm 2006 ở Fügen và 4NCL mùa giải 2006–07.. Những thành tích khác ở châu Âu là những chức vô địch ở Porto San Giorgio và La Laguna (đều năm 2007). Trong thời gian ở Australasia, anh có nhiều thành công tại các giải đấu, bao gồm đồng vô địch ở Giải quốc tế Sydney 2008 và đồng hạng nhì tại Doeberl Cup 2008 và Queenstown Classic 2009.
Jones đồng hạng nhất với Simon Williams tại Giải London Chess Classic mở rộng 2010. Năm 2011, anh vô địch giải Bunratty Masters, xếp trên Nigel Short.

## Sách xuất bản
- Jones, Gawain (2008). Starting Out: Sicilian Grand Prix Attack. Everyman Chess. ISBN 978-1857445473.
- Palliser, Richard; Emms, John; Ward, Chris; Jones, Gawain (2008). Dangerous Weapons: the Benoni and Benko - Dazzle Your Opponents!. Everyman Chess. ISBN 978-1857445718.
- Jones, Gawain (2011). How to Beat the Sicilian Defence - An Anti-Sicilian Repertoire for White. Everyman Chess. ISBN 978-1857446630.
- Jones, Gawain (2015). The Dragon. Volume One. Quality Chess. ISBN 978-1784830076.
- Jones, Gawain (2015). The Dragon. Volume Two. Quality Chess. ISBN 978-1784830090.

## Đời tư
Jones sinh ra tại Keighley, Tây Yorkshire, và từng sống tại Ý, Ireland, Australia và New Zealand. Năm 2010, anh trở về Anh sống tại London để tập trung vào sự nghiệp cờ vua và các dự án liên quan.
Jones kết hôn với Sue Maroroa. Chị cũng là một kỳ thủ cờ vua.